# Schmiede Luckenwalder Straße 222

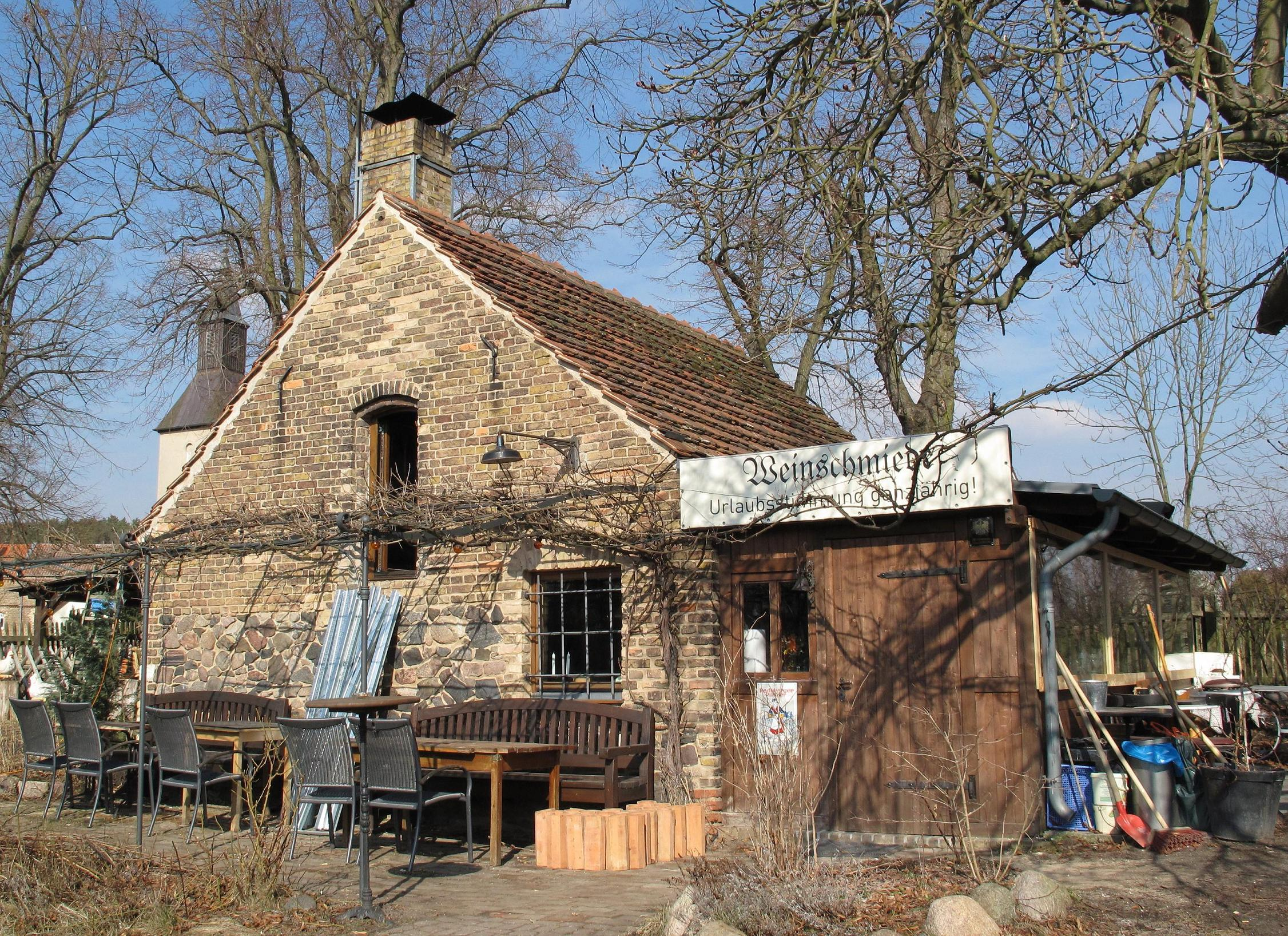
Dorfschmiede Fresdorf

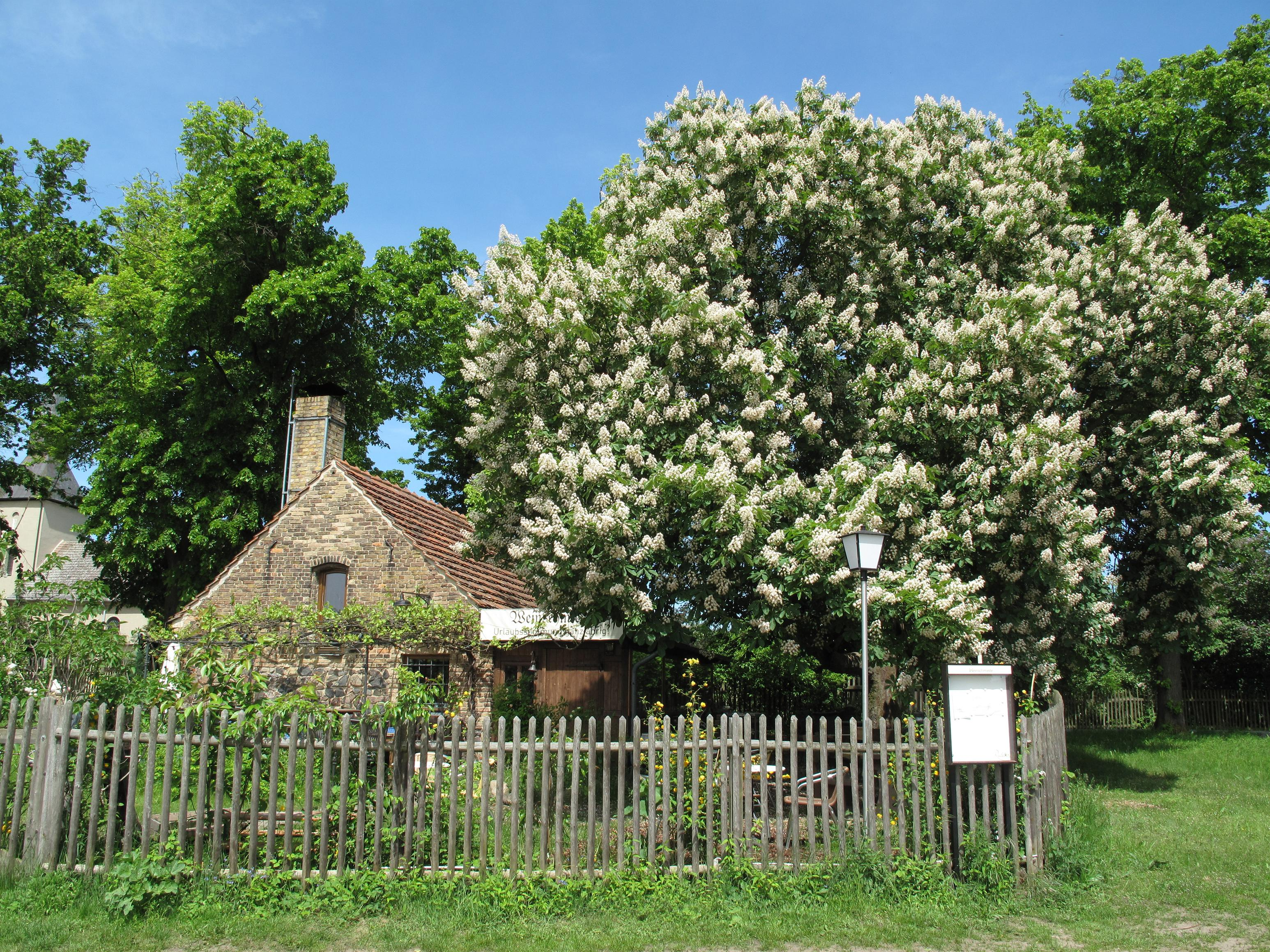
Die Dorfschmiede mit Rosskastanie

Die Weinschmiede Fresdorf ist eine ehemalige Schmiede in Fresdorf in der Gemeinde Michendorf in Brandenburg. Heute befindet sich hier ein Weinlokal. Das Haus ist denkmalgeschützt.
In Fresdorf wird 1687 das erste Mal ein Schmied genannt. Im Jahre 1772 wurde eine Schmiede erwähnt, die wohl schon an dem heutigen Platz stand. Von dem Vorgängerbau aus dem 18. Jahrhundert sind noch Teile der Umfassungsmauer aus Feldstein erhalten. Die unregelmäßig gemauerten Feldsteine bilden das untere Drittel der Wände. Das obere Drittel wurde aus gelblich-roten Ziegel erstellt. Darauf befindet sich ein Satteldach, dieses Dach hat eine Biberschwanz-Kronendeckung. Auffällig ist der hohe Schornstein. Der Eingang befindet sich an der östlichen Traufseite. Dieser heutige Bau wurde um 1900 erbaut. Von der ursprünglichen Hofpflasterung sind noch Steine vorhanden.
Im ehemaligen Schmiederaum befindet sich eine Esse, die Decke ist eine Preußische Kappendecke. Das dazu gehörige Wohnhaus befand sich auf der anderen Straßenseite. Obwohl die Schmiede am Anger in der Luckenwalder Straße 222 steht, ist sie von den anderen Gehöften getrennt. Damit wollte man die Feuergefahr mindern. Trotzdem lag die Schmiede zentral und war gut zu erreichen. Sie prägt, gerade mit dem hohen Schornstein, das Ortsbild von Fresdorf.